# Lingue timbira
Non c'è unanimità, da parte degli studiosi, nella definizione della lingua (o delle lingue).
Secondo alcuni, il Timbira è da considerarsi un continuum dialettale, secondo altri sarebbero invece un insieme di diverse lingue appartenenti ad uno stesso gruppo linguistico.
In ogni caso si tratta di lingue o dialetti appartenenti alla Famiglia linguistica delle Lingue gê parlate in Brasile.

## Classificazione
Secondo ethnologue, che considera le lingue come separate e le accomuna nel sottogruppo "Lingue Timbira", la classificazione sarebbe la seguente:
(tra parentesi tonde, il numero di lingue che formano il raggruppamento)
[tra parentesi quadra il codice linguistico internazionale]
- Lingue gê (16)
  - Lingue ge settentrionali (9)
    - Lingue Timbira (5)
      - Lingua canela  [ram] detta anche kanela; è formato da due dialetti parlato in due zone differenti: il Canela Apãniekrá nello stato di Maranhão e il Canela Ramkokamekrá nel Pará. In totale è parlato da 2500 persone[1]
      - Lingua pará gavião [gvp] detta anche parakatêjê, pukobjê; parlata da due gruppi separati:i Parakatêjê circa 340 persone ed i Pukobjê, 470 persone, entrambi stanziati nello stato del Pará. Non sembrano esserci differenze dialettali, anche perché la lingua viene usata perlopiù solo per cerimonie religiose, canzoni e discorsi ufficiali, nella vita quotidiana e nelle scuole si usa il portoghese[2].
      - Lingua krahô  [xra] detta anche craô, kraô; parlata da circa 1900 persone stanziate in cinque villaggi negli stati del Maranhão e Tocantins[3].
      - Lingua kreye  [xre] detta anche crange, crenge, crenye, creye, krem-ye, tage, taze; si tratta di una lingua praticamente estinta un tempo parlata negli stati di Maranhão e Pará[4]
      - Lingua krinkati-timbira [xri] detta anche krikati-gaviao, krikati-timbira, krinkati-gaviao; parlata da circa 680 persone di etnia Krinkati nello stato del Maranhão[5]

## Scrittura
Le lingue (o i dialetti) timbira, quando vengono scritte, utilizzano l'Alfabeto latino.